# HMS Atheling (1942)
HMS Atheling (D51) – lotniskowiec eskortowy Royal Navy w czasie II wojny światowej. Został zbudowany w Stanach Zjednoczonych, przekazany Wielkiej Brytanii w ramach umowy Lend-Lease i zwrócony po wojnie USA.

## Historia
Okręt został zbudowany przez Seattle-Tacoma Shipbuilding Corporation (późniejszą Todd Pacific z Tacoma w stanie Waszyngton). Zwodowany został 7 września 1942 roku i przyjęty do służby 12 lipca 1943 jako USS Glacier AVG-33, ale już 31 lipca przekazany w Vancouver (Kolumbia Brytyjska) Royal Navy. Następnie skierowany został do stoczni Royal Canadian Navy w Esquimalt celem przystosowania do wymogów brytyjskich. 28 października, po zaskończeniu prac, okrętowi zmieniono nazwę na Aetheling. Po przejściu przez Kanał Panamski i odwiedzeniu Nowego Jorku lotniskowiec dotarł w styczniu 1944 roku do Wielkiej Brytanii, gdzie przeszedł kolejną modyfikację, celem przystosowania do służby w charakterze lotniskowca dla myśliwców.
Aethling od listopada 1944 roku do końca wojny służył na Dalekim Wschodzie, gdzie wykorzystywany był do transportu samolotów brytyjskich i amerykańskich. Po zakończeniu działań na Pacyfiku pływał jako transportowiec wojska. Od października 1945 do kwietnia 1946 roku dowódcą okrętu był kmdr John Inglis, który w lipcu 1954 roku miał zostać dyrektorem Biura Wywiadu Morskiego.
6 grudnia 1946 roku Atheling został skierowany do Norfolk, celem przekazania Stanom Zjednoczonym. 7 lutego 1947 roku okręt został skreślony z listy floty, po czym 26 listopada tegoż roku sprzedany armatorowi National Bulk Carriers, Inc. jako statek handlowy Roma. Złomowany we Włoszech w listopadzie 1967 roku.